# Szádeczky-Kardoss-féle geokémiai rendszer
A Szádeczky-Kardoss-féle geokémiai rendszer a Goldschmitt-féle rendszer továbbfejlesztett változata (szerzője: Szádeczky-Kardoss Elemér), több csoportot különít el, és jobban követi a kőzetek ásványos alkotóinak kiválási rendjét. További előremutató jellegzetessége, hogy nem magának az elemnek tulajdonít geokémiai jelleget, hanem az adott elem ionos formájának, mert ebben nagyobb szabályosság mutatkozik. Mivel azonban az ion kémiai jellege a kötéstípust is meghatározza, ezért ugyanaz az elem több kategóriában is előfordulhat, akár mint a kategória főalkotója, akár mint kivétel. A vas jellegzetes példa. A terméselem-változata semleges, a vas-szulfid kétértékű vasat igényel és a szulfokalkofil csoportba tartozik, a háromértékű vas pedig a vas-oxidot alkotja, ami az oxikalkofilok közé sorolja.
Az ionok tulajdonságai mind a vegyületek kristályos formában kiválásának hőmérsékleti viszonyait, mind a keletkezés egyéb kémiai jellemzőit is befolyásolja, ezért az ásványképződés fácieseinek meghatározója is. Ezek az elemcsoportok meghatározott hőmérséklet és kőzet- vagy magmatípus mellett dúsulnak fel.
- sziderofil elemek - fő elemei a vas, kobalt, nikkel, ruténium, ródium, palládium, ozmium, irídium, platina; átfutó és kérdéses elemek: arany, rénium
- szulfokalkofil elemek - fő elemei a vas, réz, ezüst, ólom, arzén, antimon, szelén; átfutó és kérdéses elemei: cink, kadmium, kén, bizmut, higany, tellúr
- oxikalkofil elemek - fő elemei a vas, cink, gallium, indium, tallium, germánium, ón; átfutó és bizonytalan elemei: kadmium, ólom, bizmut
- litofil elemek - fő elemei szilícium, alumínium, mangán, kalcium, nátrium, kálium, lítium, rubídium, cézium, berillium, stroncium, bárium; átfutó elem: oxigén
- nehéz pegmatofil elemek - fő elemei: ittrium, cirkónium, hafnium, nióbium, tallium, molibdén, volfrám, ritkaföldfémek, aktinoidák; átfutó és bizonytalan elemei: technécium, rénium, tórium, urán, palládium, transzuránok
- könnyű pegmatofil elemek - fő elemei: titán, vanádium, króm, mangán; bizonytalan elem: szkandium
- szedimentofil elemek - fő elemei: bór, szén, klór, jód, bróm, fluor; átfutó és bizonytalan elemei: higany, oxigén, nitrogén, foszfor, kén
- atmofil elemek - oxigén, hidrogén, nitrogén, nemesgázok